# Gabriel Braga Nunes
Gabriel Braga Nunes, née le 7 février 1972 à São Paulo, est un acteur brésilien. Fils de l'actrice Regina Braga et du réalisateur Celso Nunes, il a été connu par ses travaux dans plusieurs telenovelas du Rede Globo jusqu'à ce que, en 2005, il ait été engagé par RecordTV pour participer à la telenovela Essas Mulheres. Dans la production, basée sur les livres Senhora, Diva et Lucíola, de José de Alencar, a interprété son premier protagoniste, Fernando Seixas, ainsi que sa première nomination pour le prix Contigo! dans la catégorie "Meilleur acteur".
En avril 2014, il a épousé la directrice adjointe, Isabel Nascimento Silva,,,. En juin de la même année, sa première fille, Maria,, est née.

## Filmographie sélectionnée
- 1997 : Anjo Mau
- 1999 : Terra Nostra (série télévisée)
- 2003 : Carandiru, Outras Histórias.... Sérgio (Cobra)
- 2003 : Chatô, o Rei do Brasil.... Rosemberg
- 2004 : Senhora do Destino
- 2011 : The Man from the Future (O Homem do Futuro).... Ricardo
- 2011 : Insensato Coração.... Léo Brandão
- 2012 : Amor Eterno Amor.... Carlos
- 2013 : Saramandaia....
- 2014 : Em Família.... Laerte
- 2015 : Babilônia.... Luis Fernando